# Берниковская набережная
Бе́рниковская на́бережная — набережная в центре Москвы на левом берегу устья Яузы в Таганском районе между Астаховским мостом и Земляным Валом.

## Происхождение названия
Названа в XX веке по соседнему Берникову переулку.

## Описание
Берниковская набережная начинается от Астаховского моста, продолжая Подгорскую набережную, проходит на восток до Высокояузского моста на улице Земляной Вал Садового кольца, за которым переходит в Николоямскую набережную. Справа к ней примыкает Берников переулок. Напротив расположена Серебряническая набережная.

## Примечательные здания и сооружения
По нечётной стороне:
По чётной стороне:
- № 12 — школьное здание (1936, архитектор А. В. Машинский)[1], ныне — школа № 1685 (бывшая № 413);
- № 14 — Российский государственный технологический университет им. К.Э. Циолковского (МАТИ).